# Manuel Gava
Manuel Gava (* 20. Februar 1991 in Pieve di Cadore, Italien) ist ein deutscher Politiker (SPD) italienischer Herkunft. Er war von 2021 bis 2025 Mitglied des Deutschen Bundestages.

## Leben
Manuel Gava wurde in der Dolomitenregion Cadore geboren und wuchs im hessischen Taunusstein bei Wiesbaden auf. Nach dem Hauptschulabschluss an der IGS Oberen Aar arbeitete er ab 2008 zunächst im Eiscafé seines Vaters. 2010 wechselte er zur Firma Außendienstmitarbeiter Merten & Pusch Eisbedarf. Im Jahr 2012 kam er nach Osnabrück. Seither arbeitet er für die Backring Nord E. May GmbH & Co. KG, einen Großhandel, der Bäckereien, Konditoreien, Gastronomiebetriebe und Eiscafés beliefert. Anfangs war Gava dort im Außendienst tätig. Seit 2019 ist er Vertriebsleiter.
Manuel Gava ist eigenen Angaben nach ledig.

## Politik
Gava trat 2016 in die SPD ein und wurde ein Jahr später stellvertretender Vorsitzender der Juso AG Osnabrück Stadt. 2018 übernahm er den Vorsitz und behielt ihn bis zum März 2019. Seit Februar 2018 ist er stellvertretender Vorsitzender des Ortsvereins Altstadt-Westerberg-Innenstadt der Osnabrücker SPD. Seit März 2019 ist Gava Vorsitzender des SPD-Unterbezirks Osnabrück Stadt. Im August 2020 nominierte ihn der Unterbezirk als Direktkandidaten für den Wahlkreis 39 bei der Bundestagswahl 2021. Die zuständige Wahlkreisdelegiertenkonferenz, zu der auch Delegierte aus den Landkreisgemeinden Belm, Georgsmarienhütte, Hagen am Teutoburger Wald, Hasbergen und Wallenhorst gehörten, wählte ihn daraufhin zu einem der Herausforderer des 2017 direkt gewählten Abgeordneten Mathias Middelberg (CDU). Am 26. September 2021 nahm er diesem bei der Bundestagswahl das Direktmandat ab. Gava kam auf 30,3 Prozent, Middelberg auf 29,2 Prozent der Erststimmen. Damit vertritt Gava den Wahlkreis Osnabrück Stadt im 20. Deutschen Bundestag.
Im 20. Deutschen Bundestag ist Gava ordentliches Mitglied im Ausschuss für Arbeit und Soziales sowie im Ausschuss für wirtschaftliche Zusammenarbeit und Entwicklung. Außerdem ist er stellvertretendes Mitglied im Sportausschuss. Gava ist stellvertretender Vorsitzender der Deutsch-Brasilianischen Parlamentariergruppe und Mitglied in der Parlamentariergruppe für die Anden-Staaten. Zudem ist er stellvertretender Sprecher für wirtschaftliche Zusammenarbeit und Entwicklung. Darüber hinaus leitet er als Sprecher des Arbeitskreises Lateinamerika die inhaltliche Arbeit seiner Fraktion.
Trotz Kritik aus dem eigenen SPD-Kreisverband wegen mangelnder Präsenz im Wahlkreis, versäumter Termine und zu seltener Bundestagsaktivität strebte Gava eine Kandidatur zur Bundestagswahl 2025 im Wahlkreis an und setzte sich im Oktober 2024 mit 33:27 Stimmen auch gegen seinen Konkurrenten Thomas Vaupel durch. Er zog seine Kandidatur im Dezember 2024 zurück, nachdem Presserecherchen seinen regelmäßigen Konsum von Kokain aufzudecken drohten, den er dann einräumte.

## Mitgliedschaften
- AWO
- Bürgerverein Neustadt e.V.
- Bürgerverein Schinkel von 1912 e.V.
- Deutsch-Italienische Gesellschaft Osnabrück e.V.
- Erich Maria Remarque Gesellschaft e.V.
- Exil e.V.
- Fanszene Osnabrück e.V.
- Felix-Nussbaum-Gesellschaft e.V.
- Gay in May e.V.
- Managerkreis der Friedrich-Ebert-Stiftung
- Sozialdemokratische Partei Deutschlands
- Verein zur Förderung des Museums Industriekultur Osnabrück e.V.
- Ver.di
- VfL Osnabrück
- Zoogesellschaft Osnabrück e.V.